# Cronoamperometria
La cronoamperometria è una tecnica elettroanalitica con la quale si misura, in funzione del tempo, la corrente che attraversa un elettrodo.
La cronoamperometria è particolarmente utile in tutti quei casi in cui il processo redox che si desidera monitorare è governato dalla diffusione che si sviluppa nella regione posta a distanza d dalla superficie dell'elettrodo, è quindi necessario che la soluzione analitica non sia sottoposta ad agitazione e che venga mantenuta a temperatura costante (in maniera tale da evitare gradienti termici e/o viscosimetrici). Inoltre, il raggio di diffusione {\displaystyle d} deve essere molto più piccolo rispetto allo spessore affinché valgano le leggi della diffusione lineare semi-infinita.
Se sono vere queste condizioni allora il processo elettrodico è governato dall'equazione di Cottrell, in cui viene espressa la relazione che intercorre tra la corrente {\displaystyle I} (faradica) circolante nella cella e il tempo di applicazione del gradino di potenziale {\displaystyle \tau }:
{\displaystyle I={\dfrac {nFA{\sqrt {D}}C^{b}}{\sqrt {\pi \tau }}}}
in cui:
- n indica il numero di moli di elettroni coinvolti nel processo redox
- F è la costante di Faraday (96485 C/mol)
- A è la superficie elettrodica
- D il coefficiente di diffusione della specie analitica in esame
- {\displaystyle C^{b}} è la concentrazione di analita presente in soluzione.

Controllando la corrente circolante nella cella e noto il coefficiente di diffusione della specie si possono alternativamente ricavare il valore della superficie elettrodica {\displaystyle A} o il valore della concentrazione della specie analitica. È interessante inoltre conoscere la relazione che permette di ricavare il valore del raggio di diffusione {\displaystyle d}:
{\displaystyle d={\sqrt {2D\tau }}}

## Tecnica operativa
Nel tipico esperimento cronoamperometrico si applica a un elettrodo una differenza di potenziale per un tempo sufficiente affinché la reazione elettrodica proceda in maniera completa.
Supponiamo che il processo elettrodico in esame sia
{\displaystyle Ox+ne^{-}\rightleftarrows Red}
si avrà che la differenza di potenziale da applicare all'elettrodo di lavoro deve essere, in valore assoluto, maggiore del potenziale di riduzione della coppia Ox/Red.
La forma d'onda applicata è quindi a "scalino" si può definire come:
{\displaystyle V(t)={\begin{cases}0{\text{ se }}t<0\\V(t)>E_{Ox/Red}^{0}{\text{ se }}t\geq 0\end{cases}}}